# Feldschema der Massenkommunikation
Das Feldschema der Massenkommunikation (auch Feldmodell der Massenkommunikation) von Gerhard Maletzke (1963) erweitert das nachrichtentechnische Kommunikationsmodell (Sender-Empfänger-Modell) von Shannon und Weaver (1949) um wesentliche Elemente der Kommunikation durch Massenmedien. Es geht weiterhin von einem festen Kanal (Weg der Botschaft vom Sender zum Empfänger) aus, bezieht jedoch soziologische und psychologische Aspekte mit ein (also das soziale Umfeld der Akteure). Der Begriff „Feld“ weist, in Anlehnung an die Feldtheorie darauf hin, dass die Elemente des Modells in stetiger, eng verflochtener Wechselwirkung stehen.
Das Modell ist zur Abbildung massenmedialer Kommunikation entworfen, wie aus der Beschreibung des Kommunikators hervorgeht: Kommunikator ist „jede Person oder Personengruppe, die an der Produktion von öffentlichen, für die Verbreitung durch ein Massenmedium bestimmten Aussagen beteiligt ist, sei es schöpferisch-gestaltend oder kontrollierend.“ Dennoch findet das Modell mit Umdeutungen auch in der interpersonalen Kommunikation Anwendung.

## Funktionsweise

Feldmodell der Massenkommunikation

Der Kommunikator (K) produziert eine Aussage (A) durch Stoffauswahl und Gestaltung, abhängig von bzw. mitbestimmt durch seine intra-/interpersonellen Faktoren (sein Bild von sich selbst, seine Persönlichkeit, seine Position innerhalb eines etwaigen Teams, seine Position innerhalb einer etwaigen Institution, seine Situation innerhalb sozialer Beziehungen und unter einem Zwang der Öffentlichkeit.)
Die Aussage (A) wird durch ein Medium (M) zum Rezipienten (R) geleitet. Dabei muss sie den individuellen (technischen und dramaturgischen) Besonderheiten des Mediums angepasst werden. (z. B. Sendezeit/format im TV, Textlänge und -form in Zeitungen etc.)
Der Rezipient wählt aus dem Angebot bestimmte Aussagen aus und rezipiert sie ebenfalls unter seinen individuellen interpersonellen Faktoren.
Sowohl im Falle des Kommunikators als auch des Rezipienten spielen das jeweilige Bild des anderen ebenfalls eine Rolle; zum einen in der Stoffauswahl und -gestaltung, zum anderen in der Rezeption. Schließlich besteht die Möglichkeit einer spontanen Rückantwort des Rezipienten, die in einer massenmedialen Kommunikation allerdings nur in Form von sog. Parafeedbacks geschehen kann. Dies sind z. B. Leserbriefe, Anrufe aber auch Einschaltquoten, Umfrageergebnisse etc.

## Kritik
- Das Modell der mathematischen Kommunikationstheorie nach Shannon/Weaver wurde 1954 leichtfertig von Schramm auf das Sender-Empfänger-Modell der klassischen Kommunikationswissenschaft übertragen.
- Das Feldschema der Massenkommunikation beschreibt ursprünglich das Problem, das die korrekte syntaktische Übertragung von elektronisch verschlüsselten Aussagen erzeugt: Wie viel Bits können pro Zeitspanne durch elektrische Impulse von einer Quelle zu einem Ziel übertragen werden?
- Das Feldschema der Massenkommunikation wird auch als Grundstein für das jahrzehntelange Missverständnis von Kommunikation gesehen: Die Bedeutungen, die der Kommunikator einer Info zuschreibt, können nicht übertragen werden und sind nicht identisch mit denen des Rezipienten (Containermodell).